# Haley Ramm
Haley Michelle Ramm (Collin, Texas; 26 de marzo de 1992) es una actriz estadounidense. Conocida por interpretar a la joven Jean Grey en X-Men: The Last Stand (2006), a Gwen Tennyson en Ben 10: Carrera contra el tiempo (2007) y también apareció en varios episodios del drama de CBS Without a Trace (Sin rastro) a lo largo de 2007 y 2008.
Haley actualmente se desempeña como Embajadora de la Fundación de niños Starlight Starpower, animando a otros jóvenes a comprometer su tiempo, energía y recursos para ayudar a otros niños y trabajar bajo la luz de las estrellas para iluminar la vida de los niños gravemente enfermos.

## Biografía
Ramm nació en el condado de Collin, Texas. A la edad de tres, comenzó a bailar en los estudios locales. Cuatro años más tarde, a la edad de 7, realizó su propia danza de estilo libre en los concursos de talentos. Su amor por el escenario la llevó a asistir a clases de actuación y, siguiendo la recomendación de un profesor, sus padres comenzaron a buscar un agente. Casi inmediatamente, firmó un contrato de agencia. Ramm comenzó a audicionar para películas independientes y comerciales en todo Texas y pronto apareció en anuncios publicitarios a nivel nacional para Hasbro y ordenadores Dell. A la edad de 9, Haley apareció en la portada de la revista American Girl de mayo y las cuestiones de junio.

## Carrera actoral
En 2005, actuó en la película Seventy-8 (Setenta y 8) comoAbril Rowlands. La película se estrenó en el Festival de Cine de Hollywood.
Ramm vivió la mayor parte de su vida en Los Ángeles, California, junto a sus primos y tíos. Empezó a ser conocida por sus papeles en Flightplan (Plan de vuelo) y en la comedia Yours, Mine and Ours (Míos, tuyos y nuestros), al igual que en programas de televisión como CSI: Crime Scene Investigation (CSI Investigación de la escena del crimen), CSI: Miami y Yes, Dear.
En 2006, apareció en X-Men: The Last Stand  como la joven Jean Grey. En 2007, Ramm protagonizó la película Sr. Blue Sky (Sr. Celeste) como Jessica Green, junto a Ashley Wolfe y Richard Karn. A continuación, interpretó a Samantha Jensen en Walking Tall: Lone Justice (Pisando fuerte: Justicia solitaria), junto a Kevin Sorbo y Nipar Yvette.
También obtuvo el papel principal de Gwen Tennyson en la adaptación de película de acción Ben 10: Carrera contra el tiempo (2007), y un papel secundario en la exitosa serie de la CBS Without a Trace junto con el actor ganador del Emmy Anthony LaPaglia y Poppy Montgomery.
En 2007 apareció como la joven Carine en la película de Sean Penn Into the Wild. Ramm también tuvo el papel principal en la película de terror francesa Rubber como Fiona, que fue dirigida por Quentin Dupieux.
Haley también fue elegida para interpretar a una joven llamada Jennifer Aniston en Rumor Has It... (Dicen por ahí...) y si bien sus escenas no llegaron al montaje final, se la puede ver en varias fotos durante toda la película.
En 2007, ella apareció con su mejor amiga de la vida real Miranda Cosgrove en la película de 2005 Into the Wild y también en 2009 en un episodio de iCarly.

## Filmografía

### Cine
| Año  | Título                              | Rol                         | Notas                 |
| ---- | ----------------------------------- | --------------------------- | --------------------- |
| 2002 | Slap Her... She's French            | Starla Grady (pequeña)      |                       |
| 2004 | Seventy-8                           | April Rowlands              |                       |
| 2005 | Flightplan                          | Brittany Loud               |                       |
| 2005 | Yours, Mine and Ours                | Kelly Beardsley             |                       |
| 2006 | X-Men: The Last Stand               | Jean Grey (joven)           |                       |
| 2007 | Walking Tall: The Payback           | Samantha Jensen             | Directo a video       |
| 2007 | Ben 10: Carrera contra el tiempo    | Gwen Tennyson               | Protagonista femenina |
| 2007 | Into the Wild                       | Carine McCandless (11 años) |                       |
| 2007 | Walking Tall: Lone Justice          | Samantha Jensen             | Directo a video       |
| 2007 | Mr. Blue Sky                        | Jessica Green               |                       |
| 2009 | Just Peck                           | Michelle                    |                       |
| 2010 | Skateland                           | Mary Wheeler                |                       |
| 2010 | Rubber                              | Fiona (adolescente)         |                       |
| 2010 | Almost Kings                        | Kallea                      |                       |
| 2011 | Red State                           | Maggie                      |                       |
| 2012 | Disconnect                          | Abby Boyd                   |                       |
| 2013 | Complicity                          | Lacy                        |                       |
| 2014 | Cowgirls 'n Angels: Dakota's Summer | Dakota Rose                 |                       |
| 2015 | ImagiGARY                           | Sarah                       |                       |
| 2015 | Victor                              | Sherry                      |                       |
| 2018 | Seven in Heaven                     | June                        |                       |
| 2018 | Pimp                                | Nikki                       |                       |

### Televisión
| Año     | Título                         | Rol                      | Notas                            |
| ------- | ------------------------------ | ------------------------ | -------------------------------- |
| 2004    | CSI: Crime Scene Investigation | Emily                    | Episodio: «Turn of the Screws»   |
| 2004    | Yes, Dear                      | Georgia                  | Episodio: «Couples Therapy»      |
| 2005    | Catscratch                     | Caitlin #1 (voz)         | 2 episodios                      |
| 2005–06 | CSI: Miami                     | Jennifer Wilson (9 años) | 2 episodios                      |
| 2006    | Grey's Anatomy                 | Shannon                  | Episodio: «Time Has Come Today»  |
| 2007    | ER                             | Tasha                    | Episodio: «Crisis of Conscience» |
| 2007    | Ben 10: Race Against Time      | Gwen Tennyson            | Película para televisión         |
| 2007–08 | Without a Trace                | Jen Long                 | 6 episodios                      |
| 2008    | Eleventh Hour                  | Emily Stanner            | Episodio: «Agro»                 |
| 2009    | The New 20's                   | Kayla                    | Cortometraje para televisión     |
| 2009    | The Unit                       | Amber                    | Episodio: «Hill 60»              |
| 2009    | iCarly                         | Missy Robinson           | Episodio: «iReunite with Missy»  |
| 2009    | Hawthorne                      | Devon                    | Episodio: «Trust Me"             |
| 2009    | Three Rivers                   | Megan O'Leary            | Episodio: «Where We Lie»         |
| 2010    | The Odds                       | Molly Cooper             | Película para televisión         |
| 2010    | Bond of Silence                | Jordan                   | Película para televisión         |
| 2010    | Lie to Me                      | Amy                      | Episodio: «Darkness and Light»   |
| 2010    | NCIS: Los Angeles              | Amanda                   | Episodio: «Little Angels»        |
| 2011    | Worst. Prom. Ever.             | Heather Spencer          | Película para televisión         |
| 2011    | The Protector                  | Madison                  | Episodio: «Class»                |
| 2012    | The Mentalist                  | Liesl Braddock           | Episodio: «Ruddy Cheeks"         |
| 2013    | Nikita                         | Helen Collins            | Episodio: «Broken Home»          |
| 2014–15 | Chasing Life                   | Brenna Carver            | Elenco principal                 |
| 2016    | The Originals                  | Ariane                   | 2 episodios                      |
| 2016    | Mistresses                     | Stacey North             | 2 episodios                      |
| 2016    | Good Girls Revolt              | Marybeth                 | Episodio: «The Folo»             |
| 2016    | Notorious                      | Maya Hartman             | 2 episodios                      |
| 2018–19 | Light as a Feather             | Violet Simmons           | Elenco principal (26 episodios)  |
| 2019    | The Good Doctor                | Tara                     | Episodio: «SFAD»                 |

### Videojuegos
| Año  | Título     | Rol                    | Notas |
| ---- | ---------- | ---------------------- | ----- |
| 2011 | L.A. Noire | Jessica Hamilton (voz) |       |